# قائمة مواقع التراث العالمي في جنوب إفريقيا

مواقع التراث العالمي التابعة لمنظمة الأمم المتحدة للتربية والعلم والثقافة (يونسكو) هي أماكن ذات أهمية للتراث الثقافي أو الطبيعي كما هو موصوف في اتفاقية التراث العالمي لليونسكو، التي تأسست عام 1972. وقعت جنوب إفريقيا على الاتفاقية في 10 يوليو 1997، مما جعل مواقعها التاريخية مؤهلة للإدراج في القائمة.
اعتبارًا من عام 2022، يوجد عشرة مواقع للتراث العالمي في جنوب إفريقيا، بما في ذلك أربعة مواقع ثقافية وأربعة مواقع طبيعية وموقعين مختلطين.

## مواقع التراث العالمي
الاسم؛ سميت باسم التعيين الرسمي للجنة التراث العالمي.
الموقع؛ على مستوى المدينة أو الإقليم أو المقاطعة.
بيانات اليونسكو؛ الرقم المرجعي للموقع؛ السنة التي تم فيها إدراج الموقع في قائمة التراث العالمي؛ المعايير التي تم إدراجه تحتها. المعايير من الأول إلى السادس هي معايير ثقافية، في حين أن المعايير من السابع إلى العاشر طبيعية
فترة؛ الفترة الزمنية ذات الأهمية
الوصف؛ معلومات موجزة عن الموقع،
| الاسم                                                                                   | صورة | الموقع الجغرافي           | الفترة                                | بيانات اليونسكو                  | وصف | مراجع       |
| --------------------------------------------------------------------------------------- | ---- | ------------------------- | ------------------------------------- | -------------------------------- | --- | ----------- |
| موقع الهومنيدات (متحجّرات الإنسان البدائي) في ستيركفونتين وسوارتكرانس وكرومدراي وأنفيرون |      | كهوف ستيركفونتاين         | العصر البليوسيني والعصر الحديث الأقرب | 915؛ 1999، 2005 (مختلط)؛ iii، vi | تحتوي المنطقة على مواقع أحفورية مختلفة تضم آثار الاستيطان البشري والتطور التي يعود تاريخه إلى حوالي 3.3 مليون سنة. | [ 5 ] [ 6 ] |
| منظر مابونغوبوي الثقافي                                                                 |      | مقاطعة ليمبوبو            | 11th to 14th centuries                | 1099؛ 2003؛ ii، iii، iv، v       | تقع هذه السافانا المفتوحة عند التقاء نهري ليمبوبو وشاش. كانت قلب مملكة مابونجوبوي حتى القرن الرابع عشر. | [ 7 ]       |
| مشهد ريشترسفيلد الثقافي والنباتيد                                                       |      | كيب الشمالية              | القرن التاسع عشر حتى الوقت الحاضر     | 1265؛ 2007؛ iv، v                | الموقع عبارة عن صحراء جبلية مملوكة ومدارة بشكل جماعي. وهو يحافظ على سبل العيش الرعوية شبه البدوية لشعب ناما، بما في ذلك الهجرات الموسمية التي استمرت لألفي عام. | [ 8 ]       |
| جزيرة روبن                                                                              |      | تيبل باي                  | من القرن السابع عشر إلى القرن العشرين | 916؛ 1999؛ iii، iv               | بين القرنين 17 و 20، تم استخدام الجزيرة كسجن بما فيهم السجناء السياسيين، كانت تضم أيضا مستشفى للمجموعات غير المرغوب بهم اجتماعياً، وقاعدة عسكرية. | [ 9 ]       |
| محمية الزهور في الكاب                                                                   |      | كيب الغربية، كيب الشمالية | غير معروف                             | 1007؛ 2004؛ ix، x                | يتكون الموقع من ثماني مناطق محمية تعد من بين أغنى مناطق الحياة النباتية في جميع أنحاء العالم، وتحتوي على ما يقرب من 20٪ من إجمالي النباتات في إفريقيا مما جعله يحضى بأهمية علمية كبرى. | [ 10 ]      |
| منتزه الأراضي الرطبة في سانت لوسي                                                       |      | كوازولو ناتال             | غير معروف                             | 914؛ 1999؛ vii، ix، x            | تتميز الحديقة بمجموعة متنوعة من التضاريس، بما في ذلك الشعاب المرجانية والشواطئ الرملية الطويلة والكثبان الساحلية وأنظمة البحيرات والمستنقعات والأراضي الرطبة من القصب والبردي، والناتجة عن العومل النهرية والبحرية وريحية. وقد أدى ذلك إلى تنوع استثنائي. | [ 11 ]      |
| قبة فريدفورت                                                                            |      | فريدفورت                  | حقبة الطلائع القديمة                  | 1162؛ 2005؛ viii                 | تعتبر الفوهة التي يبلغ قطرها 190 كيلومترا (120 ميلا) أكبر وأقدم وأعمق التشوهات الفلكية الموجودة على سطح الأرض، ويعود تاريخها إلى أكثر من 2 مليار سنة. | [ 12 ]      |
| أوكاهلامبا / حديقة دراكنزبرغ                                                            |      | كوازولو ناتال، ليسوتو     | 2000 ق.م.                             | 985؛ 2000؛ مختلط i، iii، vii، x  | تتميز الحديقة بدعامات بازلتية عالية ومنخفضات دراماتيكية، وأسوار من الحجر الرملي الذهبي، وأراضي عشبية منحدرة من على ارتفاعات عالية، ووديان نهرية شديدة الانحدار، ووديان أخرى صخرية. كما يعتبر الموقع الوحيد في القائمة العابر لحدود الدولة يضم المنتزه الوطني في ليسوتو. | [ 13 ]      |
| ǂمنظر الخوماني الثقافي                                                                  |      | كيب الشمالية              |                                       | 1545، 2017، 959,100 ha، (v)(vi)  | يقع المشهد الثقافي لخوماني على الحدود مع بوتسوانا وناميبيا في الجزء الشمالي من البلاد. تحتوي المساحة الكبيرة من الرمال على أدلة على الاستيطان البشري من العصر الحجري حتى الوقت الحاضر وترتبط بثقافة شعب خوماني سان البدوي والأساليب التي سمحت له بالتكيف مع الظروف الصحراوية القاسية. حيث تم تطوير معارف نباتية محددة وممارسات ثقافية ونظرة عالمية تتعلق بالسمات الجغرافية لبيئته. يشهد المشهد الثقافي لخوماني على طريقة الحياة التي سادت في المنطقة وشكلت الموقع على مدى آلاف السنين. | [ 14 ]      |
| جبال باربيرتون ماكونيا                                                                  |      | مبومالانجا                | حقبة الدهر السحيق                     | 1575؛ 2018؛ viii                 | تمثل جبال باربرتون ماخونجوا أفضل سلسلة محفوظة من الصخور البركانية والرسوبية التي يعود تاريخها إلى 3.6 - 3.25 مليار سنة، عندما بدأت القارات الأولى في التشكل. | [ 15 ]      |

## القائمة المؤقتة
بالإضافة إلى المواقع المدرجة في قائمة التراث العالمي، يمكن للدول الأعضاء الاحتفاظ بقائمة من المواقع المؤقتة التي قد يتم ترشيحها مستقبلاً. لا يتم قبول الترشيحات لقائمة التراث العالمي إلا إذا كان الموقع مدرجًا مسبقًا في القائمة المؤقتة. اعتبارًا من عام 2018، أدرجت دولة جنوب إفريقيا خمس مواقع في قائمتها المؤقتة:
1. محمية كارو النضرة
2. طريق ليبرايشن التراثي
3. المزارع القديمة في كاب واينلاندز
4. ظهور الإنسان الحديث: مواقع استيطان العصر الجليدي في جنوب إفريقيا
5. حقوق الإنسان وكفاح التحرير والمصالحة: مواقع تراث نيلسون مانديلا

## وصلات خارجية
- موقع اليونسكو
- وكالة موارد التراث في جنوب إفريقيا